# Parachela
A Parachela a csontos halak (Osteichthyes) főosztályának sugarasúszójú halak (Actinopterygii) osztályába, a pontyalakúak (Cypriniformes) rendjébe, a pontyfélék (Cyprinidae) családjába és a Danioninae alcsaládjába tartozó nem.

## Rendszerezés
A nemhez az alábbi 5 faj tartozik.
- Parachela cyanea
- Parachela hypophthalmus
- Parachela ingerkongi
- Parachela maculicauda
- Parachela oxygastroides
- Parachela siamensis
- Parachela williaminae